# Schönholzerswilen
Schönholzerswilen (toponimo tedesco) è un comune svizzero di 839 abitanti del Canton Turgovia, nel distretto di Weinfelden.

## Storia
Nel 1964 Schönholzerswilen ha inglobato il comune soppresso di Toos. Fino al 1996 incluse anche le frazioni di Metzgersbuhwil e Ritzisbuhwil, poi assegnate al comune di Kradolf-Schönenberg. Fino al 2010 ha fatto parte del distretto di Münchwilen.

## Monumenti e luoghi d'interesse

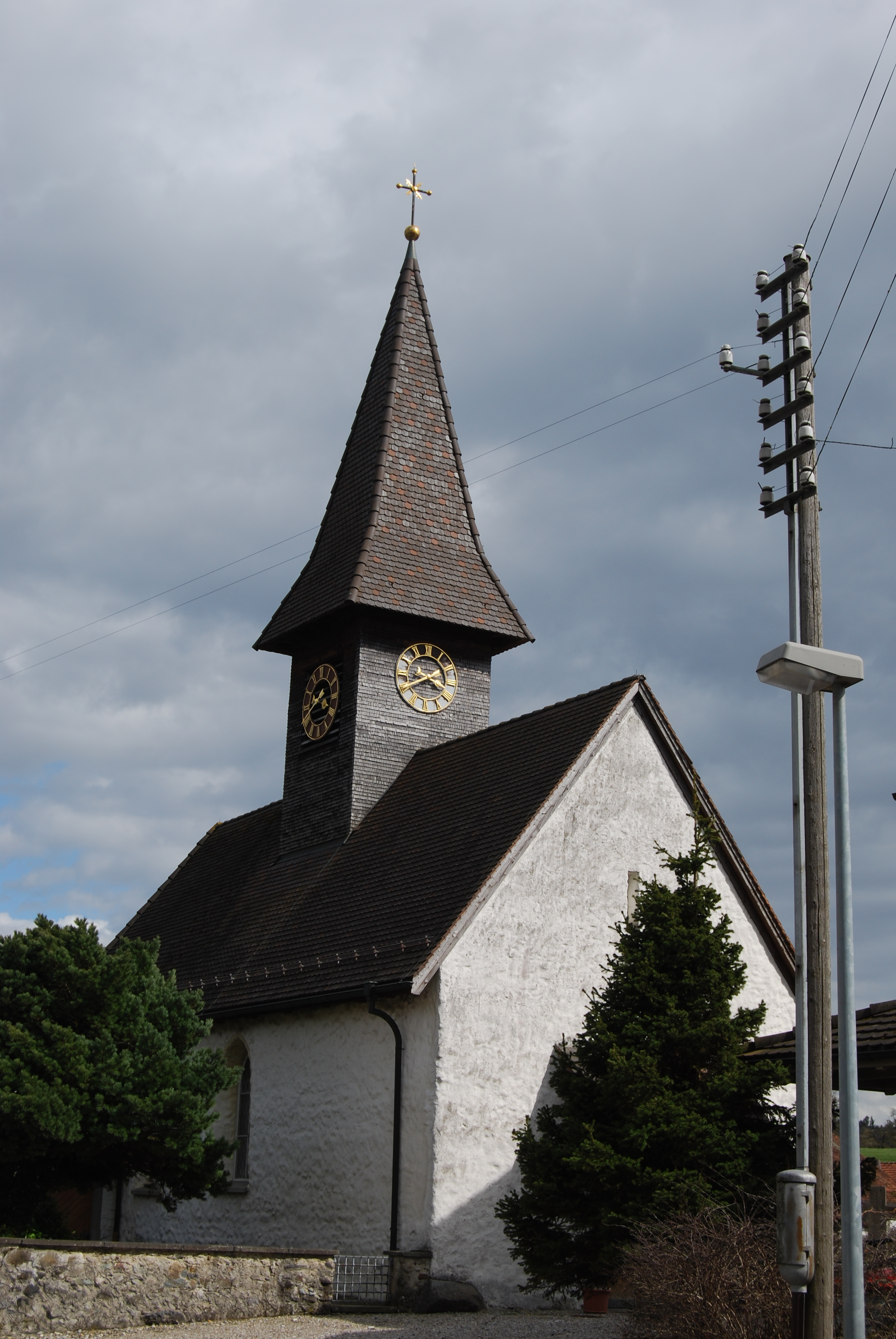
La chiesa cattolica di San Marco

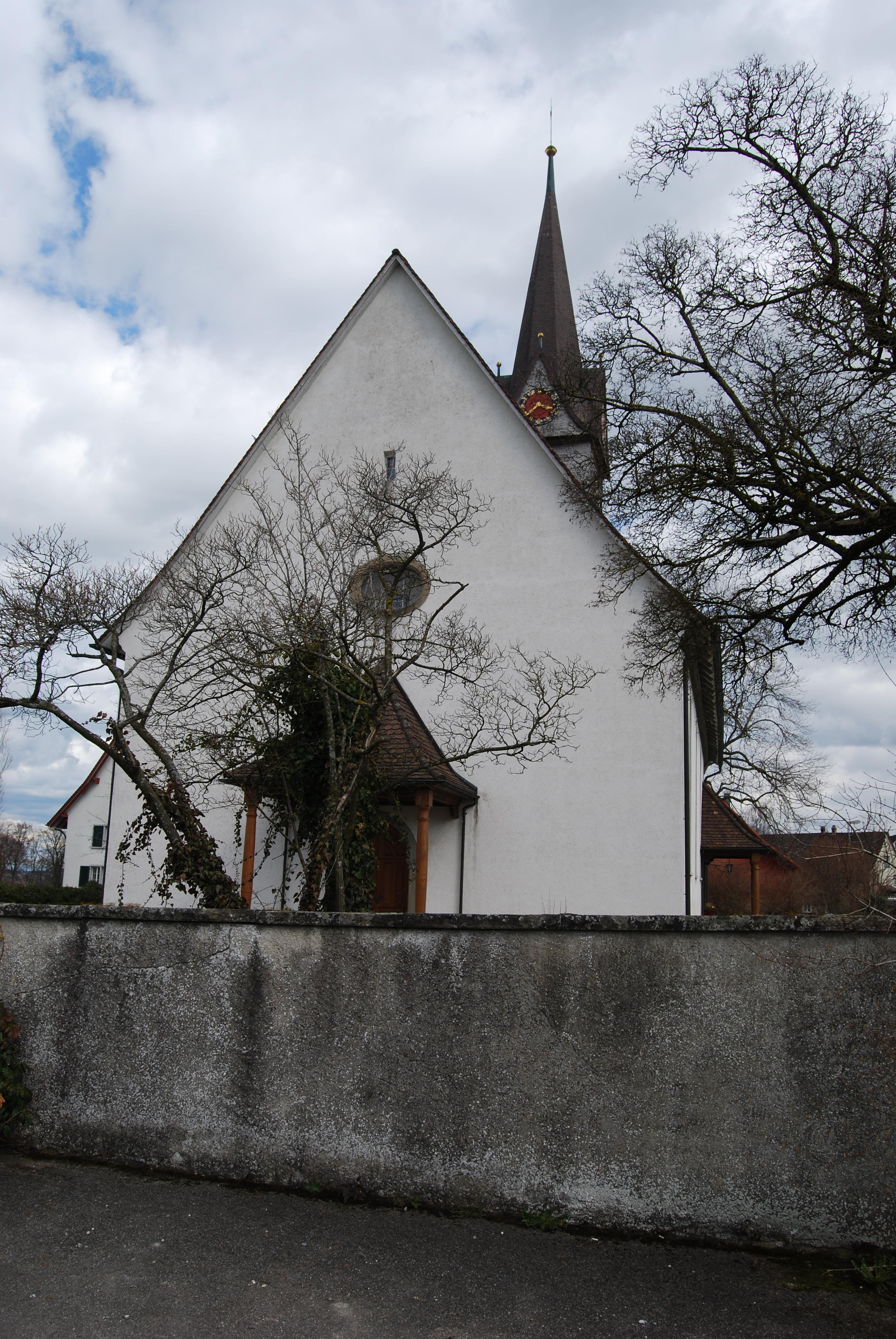
La chiesa riformata

- Chiesa cattolica di San Marco, attestata dal 1275[1];
- Chiesa riformata, eretta nel 1714[1].

## Società

### Evoluzione demografica
L'evoluzione demografica è riportata nella seguente tabella (con Toos):
Abitanti censiti

## Amministrazione
Ogni famiglia originaria del luogo fa parte del cosiddetto comune patriziale e ha la responsabilità della manutenzione di ogni bene ricadente all'interno dei confini del comune.